# Eutaenia albomaculata
Eutaenia albomaculata là một loài bọ cánh cứng trong họ Cerambycidae.